# Paula Kļaviņa
Paula Kļaviņa (* 2. November 2005) ist eine lettische Leichtathletin, die sich auf den Stabhochsprung spezialisiert hat.

## Sportliche Laufbahn
Erste internationale Erfahrungen sammelte Paula Kļaviņa im Jahr 2023, als sie bei der 2. Liga der Team-Europameisterschaft im Rahmen der Europaspiele in Chorzów mit übersprungenen 3,80 m auf den sechsten Platz gelangte. Im Jahr darauf verpasste sie bei den U20-Weltmeisterschaften in Lima mit 3,80 m den Finaleinzug und 2025 schied sie bei den U23-Europameisterschaften in Bergen mit 4,00 m ebenfalls in der Vorrunde aus. Kurz darauf verpasste sie bei den World University Games in Bochum mit 3,90 m den Finaleinzug.
2023 wurde Kļaviņa lettische Meisterin im Stabhochsprung im Freien sowie 2023 und 2024 in der Halle.